# Gerardo Garrido
Gerardo Garrido Díez (nacido en Madrid el 1 de junio de 1966) es un ex-actor y fotógrafo profesional. Es principalmente conocido por haber interpretado a Quique en la serie televisiva Verano Azul y la obra teatral Las bicicletas son para el verano.

## Biografía
Gerardo Garrido Díez nació el 1 de junio de 1966 en Madrid, España, el menor de una familia numerosa de nueve hermanos, casi todos ellos vinculados al mundo del arte. Uno de sus hermanos, Alfredo, interpretó al pequeño Chencho en La gran familia.
Debutó en la gran pantalla en 1967 con solo ocho meses de edad, pero debe su popularidad principalmente a su trabajo en la serie televisiva Verano Azul, de Antonio Mercero, rodada entre 1979 y 1980, y estrenada en Televisión española en octubre de 1981. Tras ello, protagonizó entre 1982 a 1984 la obra teatral Las bicicletas son para el verano, de Fernando Fernán Gómez. Dicha obra ha supuesto uno de los éxitos más grandes del Teatro Español, y ostenta el privilegio de haber colgado el cartel de 《No hay localidades》durante los tres años que estuvo en escena, suceso no acontecido antes en la historia del Teatro Español.
Retirado del mundo de la interpretación como fotógrafo publicitario ha trabajado para algunas de las empresas más importantes del país. Durante muchos años, sus fotos realizadas en diversos lugares del planeta, han servido para ilustrar numerosos diccionarios y enciclopedias. Varias multinacionales le han confiado la realización de sus catálogos publicitarios. Es profesor de fotografía en Photofobia Studio. Parte de su obra puede visualizarse en su web www.gerardogarrido.net o en Instagram @gerardogarridodiez.